# Noëlle Ailloud
Noëlle Ailloud (* 19. Februar 1932; † 6. Januar 2021) war eine französische Badmintonspielerin.

## Sportliche Karriere
Noëlle Ailloud gewann 1950 zwei Titel bei den erstmals ausgetragenen französischen Meisterschaften im Badminton. 12 weitere Titel folgten bis 1955. 1958 siegte sie bei den Internationalen Meisterschaften der Schweiz.

## Erfolge im Badminton
| Saison    | Veranstaltung                           | Disziplin   | Platz | Name                                   |
| --------- | --------------------------------------- | ----------- | ----- | -------------------------------------- |
| 1949/1950 | Französische Meisterschaft              | Damendoppel | 1     | Noëlle Ailloud / Andrée Gremillet      |
| 1949/1950 | Französische Meisterschaft              | Dameneinzel | 1     | Noëlle Ailloud                         |
| 1950/1951 | Französische Meisterschaft              | Dameneinzel | 1     | Noëlle Ailloud                         |
| 1950/1951 | Französische Meisterschaft              | Mixed       | 1     | Michel Le Renard / Noëlle Ailloud      |
| 1951/1952 | Französische Meisterschaft              | Mixed       | 1     | Henri Pellizza / Noëlle Ailloud        |
| 1951/1952 | Französische Meisterschaft              | Damendoppel | 1     | Noëlle Ailloud / Jeannie Mathieu       |
| 1952/1953 | Französische Meisterschaft              | Dameneinzel | 1     | Noëlle Ailloud                         |
| 1952/1953 | Französische Meisterschaft              | Damendoppel | 1     | Noëlle Ailloud / Jeannie Mathieu       |
| 1952/1953 | Französische Meisterschaft              | Mixed       | 1     | Henri Pellizza / Noëlle Ailloud        |
| 1953      | Lausanne International                  | Dameneinzel | 1     | Noëlle Ailloud                         |
| 1953/1954 | Französische Meisterschaft              | Mixed       | 1     | Henri Pellizza / Noëlle Ailloud        |
| 1953/1954 | Französische Meisterschaft              | Dameneinzel | 1     | Noëlle Ailloud                         |
| 1953/1954 | Französische Meisterschaft              | Damendoppel | 1     | Noëlle Ailloud / Jeanie Boivin Mathieu |
| 1954/1955 | Französische Meisterschaft              | Mixed       | 1     | Henri Pellizza / Noëlle Ailloud        |
| 1958      | Schweiz: Internationale Meisterschaften | Mixed       | 1     | Bob Loo / Noelle Ailloud               |